# Koi Peak
Der Koi Peak ist ein rund 1700 m hoher Berg im ostantarktischen Viktorialand. In den Kukri Hills ragt er am Schnittpunkt mehrerer Gebirgskämme am Kopfende des Doran-Gletschers auf.
Das New Zealand Geographic Board benannte ihn 1998 nach einem Begriff aus dem Māori für „spitz“.